# Stanislaw Wassiljewitsch Krizjuk
Stanislaw Wassiljewitsch Krizjuk (russisch Станислав Васильевич Крицюк; * 1. Dezember 1990 in Toljatti, Russische SFSR, UdSSR) ist ein russischer Fußballtorwart.

## Karriere

### Verein
Der Torwart spielte bis 2013 in seiner Geburtsstadt für den FK Lada Toljatti in der drittklassigen 2. Division. Im Jahr 2013 wechselte er nach Portugal zu Sporting Braga. Dort wurde Krizjuk 2013 und 2016 verliehen. Von 2016 bis 2020 lief er für den FK Krasnodar in der russischen Premjer-Liga auf. 2020 und 2021 folgten Engagements in Portugal bei Belenenses SAD und Gil Vicente FC. Im September 2021 wechselte er zu Zenit St. Petersburg. Ein Jahr später kehrte er auf die Iberische Halbinsel zu Gil Vicente FC zurück.

### Nationalmannschaft
Am 26. März 2016 debütierte er in der russischen A-Nationalmannschaft im Freundschaftsspiel gegen Litauen.